# Saskatoon Quakers (1951–1956)
Die Saskatoon Quakers waren ein kanadisches Eishockeyfranchise der Western Hockey League aus Saskatoon, Saskatchewan.

## Geschichte
Die Mannschaft wurde zur Saison 1951/52 als Franchise der Pacific Coast Hockey League gegründet, deren Meistertitel sie auf Anhieb gewinnen konnten. Die Mannschaft erhielt in Anlehnung an zahlreiche ebenso genannte Mannschaften aus der Stadt den Namen Saskatoon Quakers. Nachdem die PCHL zur Saison 1952/53 durch die Western Hockey League abgelöst wurde, schlossen sich die Quakers dieser an und verbrachten weitere fünf Spielzeiten in der WHL, ehe das Franchise aufgelöst wurde. 
In der Saison 1958/59 wurden die Brandon Regals nach Saskatoon umgesiedelt und spielten ebenfalls als Saskatoon Quakers, ehe auch dieses Franchise den Spielbetrieb einstellte. Später verwendeten verschiedene Amateurmannschaften ebenfalls den Namen Saskatoon Quakers.  

## Saisonstatistik
Abkürzungen: GP = Spiele, W = Siege, L = Niederlagen, T = Unentschieden, OTL = Niederlagen nach Overtime SOL = Niederlagen nach Shootout, Pts = Punkte, GF = Erzielte Tore, GA = Gegentore, PIM = Strafminuten
| Saison  | GP | W  | L  | T  | OTL | SOL | Pts | GF  | GA  | Platz    | Playoffs |
| 1951/52 | 70 | 35 | 21 | 14 | —   | —   | 84  | 273 | 225 | 2., PCHL | Meister  |
| 1952/53 | 70 | 35 | 26 | 9  | —   | —   | 79  | 268 | 240 | 1., WHL  |          |
| 1953/54 | 70 | 32 | 29 | 9  | —   | —   | 73  | 226 | 214 | 3., WHL  |          |
| 1954/55 | 71 | 19 | 41 | 11 | —   | —   | 49  | 207 | 273 | 6., WHL  |          |
| 1955/56 | 70 | 27 | 35 | 8  | —   | —   | 62  | 208 | 249 | 3., WHLP |          |